# Роберт Донстон Стивенсон
Роберт Донстон Стивенсон (енгл. Robert D'Onston Stephenson; Кингстон на Халу, 20. април 1841 — 9. октобар 1916) био је енглески новинар и писац, а био је заинтересован за црну магију.

## Џек Трбосек
Он је осумњичен да је био Лондонски убица Џек Трбосек. Он је сам признао да је пацијент у болници у Вајтчепелу непосредно пре почетка убистава, а напустио ју је убрзо након што су убиства престала. Он је аутор једног новинског чланка у којем је изјавио да је Џек Трбосек био Француз. Његова жена је нестала 1886. па се претпоставља да ју је он убио.